# HMS Bonaventure (1567)
Bonaventure, también conocido como Elizabeth Bonaventure, fue un galeón de 47-cañones adquirido por la Royal Navy en 1567. Fue el tercer buque de la marina real en llevar este nombre. Fue mandado por Sir Francis Drake durante su ataque a Cádiz en 1587, un año después fue parte de la flota que hizo frente a la Armada Española y finalmente en 1591 participó en una temprana expedición al oriente que fue la precursora de la Compañía de las Indias Orientales.

## Historial
La nave participó en la Gran Expedición de Francis Drake que incursionó el Nuevo Mundo español desde 1585 hasta 1586 atacando Santo Domingo, Cartagena de Indias y San Agustín.

## Ataque a Cádiz (1587)
Después de la ejecución en febrero de 1587 de María, reina de Escocia, Felipe II de España decidió que era el momento de invadir Inglaterra y comenzó a preparar su armada. El Elizabeth Bonaventure, bajo el mando de Francis Drake fue enviado como buque insignia de la flota inglesa para tratar de prevenir y/o retrasar la Armada. La flota contaba con aproximadamente veintiséis buques, que incluían tres naves de la Royal Navy, además del Elizabeth Bonaventure.; el Golden Lion, el Dreadnought y el Rainbow, tres barcos de borda alta de la Compañía de Levante, siete navíos de guerra de 150-200 toneladas y once o doce buques más pequeños. Las órdenes de la reina eran:
```
    "Para evitar la unión de la flota del rey de España fuera de sus diferentes puertos. Para evitar que se aprovisionaran. Para seguirlos en caso de que zarparan hacia Inglaterra o Irlanda. Para segar tantos de ellos como pudiere, y evitar su desembarco. Para atacar los barcos de las Indias Occidentales que vinieran o fueran." 
[
3
]
```

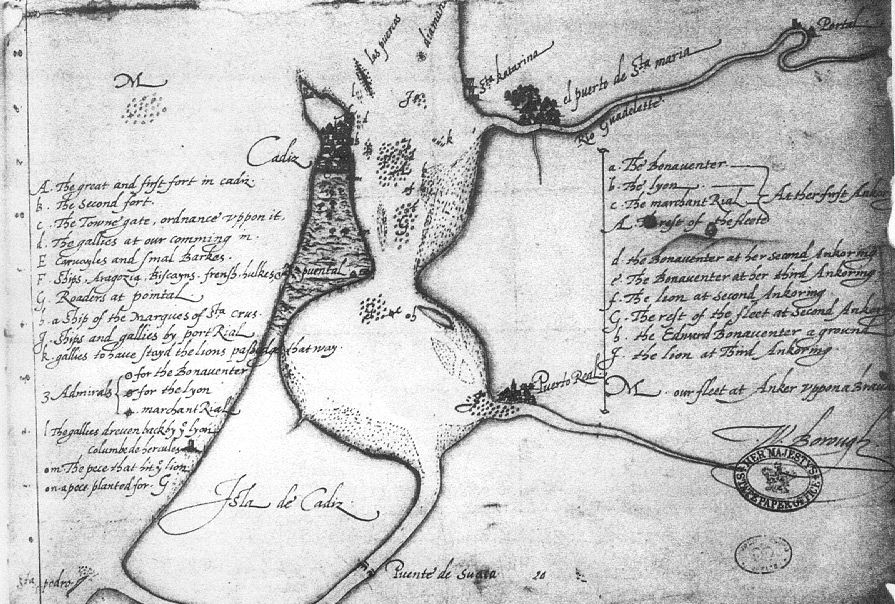
Drake ataca Cádiz - Bonaventura el primero de la lista de la derecha

Ella cambió su decisión inmediatamente y emitió órdenes menos agresivas, sin embargo Drake había zarpado de Inglaterra el 12 de abril de 1587 antes de recibir estas órdenes y por lo tanto actuó de acuerdo a la primera. Tras conocer que los barcos se reunían en el puerto de Cádiz, Drake decidió atacarlos allí. A su llegada diecisiete días más tarde, descubrieron que los puertos interior y exterior estaban repletos de buques enemigos. Después de una breve discusión con su vicealmirante, el capitán William Borough, Drake decidió no esperar hasta la mañana siguiente, y entró con su flota. Una escuadra de galeras al mando de don Pedro de Acuña se encontraba lista y se extendieron a través del puerto, mientras que uno de ellos se dirigía a desafiar a la flota de Drake que se aproximaba. Antes de que pudiera acercarse lo suficiente para dispararle a los ingleses, el Elizabeth Bonaventure y posiblemente algunos de los otros buques cercanos abrieron fuego, enviando balas de cañón en la dirección del galeón español. [6] Cualquiera de los cuatro buques de la reina tenía más potencia de fuego que todas las galeras de don Pedro juntas, por lo que el comandante español se vio obligado a concentrarse en retardar la flota inglesa para darle a los buques españoles tiempo para prepararse. Con el tiempo, sin embargo, la resistencia se desvaneció y Drake obtuvo el control de la bahía.
Durante el mes siguiente, la flota navegó hacia arriba y abajo de la costa ibérica entre Lisboa y el Cabo de San Vicente, destruyendo los suministros enviados a Lisboa para la Armada. Incluidos en estos suministros había una gran cantidad de duelas para barriles, que según personal de Drake estimó, suficiente para más de 25.000 toneladas de víveres y agua.

## Contra la Armada Invencible (1588)
Al año siguiente, el Elizabeth Bonaventure, comandado por George Clifford, 3er Conde de Cumberland, fue parte de la flota inglesa que combatió a la Armada española. Durante esta batalla, transportó 51,5 toneladas de artillería, que totalizaban un 8% sobre su tonelaje máximo. Cuando fue inspeccionado el 25 de septiembre de 1588, el único daño que figura de la batalla fue en las velas, que estaban "llena de hoyos de los tiros." 

## Viaje a las Indias Orientales (1591-1594)
Luego el Bonaventurebajo el mando del capitán James Lancaster participó en una temprana expedición  que fue la precursora de la Compañía de las Indias Orientales. Zarpó de Inglaterra en 1591, navegó alrededor del Cabo Comorín y continuó a la península malaya y posteriormente regresó a Inglaterra en 1594.